# Delphinium chodatii
Delphinium chodatii är en ranunkelväxtart som beskrevs av Opphr.. Delphinium chodatii ingår i släktet storriddarsporrar, och familjen ranunkelväxter. Inga underarter finns listade i Catalogue of Life.